# 布巴赫湖
48°30′03″N 8°14′41″E / 48.500714°N 8.244606°E

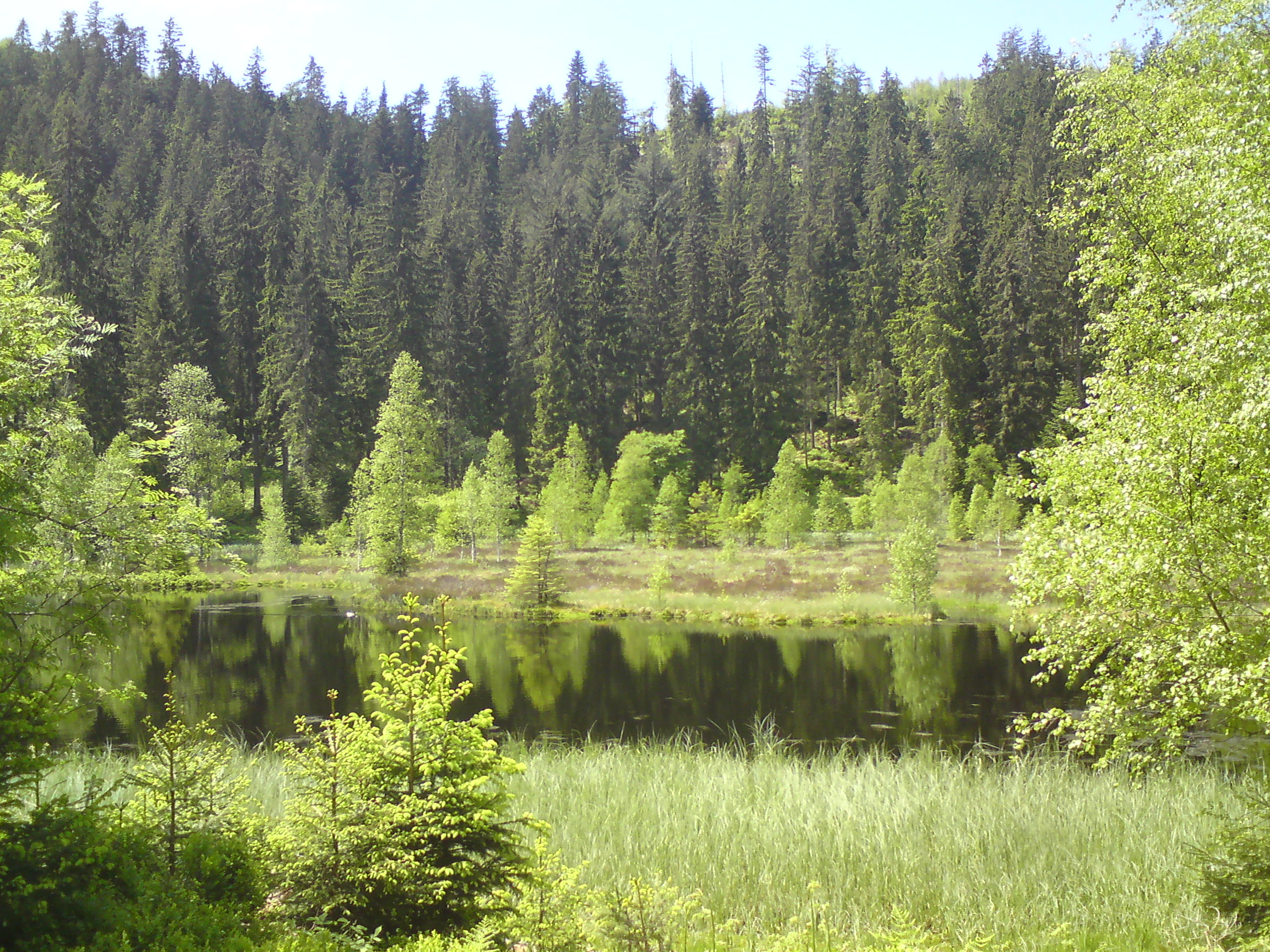

布巴赫湖（德語：Buhlbachsee），是德國的湖泊，位於該國西南部，由巴登-符騰堡州負責管轄，處於拜爾斯布龍，長0.2公里、寬0.2公里，面積12.6平方公里，海拔高度785米。